# 10 thermidor
10 messidor 10 fructidor
Le décadi 10 thermidor, officiellement dénommé jour de l'arrosoir, est le 310e jour de l'année du calendrier républicain.
C'était généralement le 28e jour du mois de juillet dans le calendrier grégorien.

## Événements
- An II : 28 juillet 1794.
  - Exécution de Maximilien de Robespierre et de nombre de ses partisans arrêtés le 9 Thermidor an II, dont son frère Augustin et Saint-Just.